# Christmas Evil
Pour plus de détails, voir Fiche technique et Distribution.
Christmas Evil (ou You Better Watch Out) est un film de Noël américain, sorti en 1980.

## Synopsis
Dans la banlieue du New Jersey, la veille de Noël 1947, un jeune garçon nommé Harry Stadling voit sa mère se faire tripoter sexuellement par son père, déguisé en Père Noël. Le cœur brisé, l'enfant se précipite vers le grenier et se coupe la main avec un éclat de verre provenant d'une boule à neige brisée.
Trente-trois ans plus tard, un adulte, Harry, occupe un poste de bas niveau à l'usine de jouets Jolly Dreams, où ses collègues le considèrent comme un « connard » et se moquent de lui. À la maison, il a décidé de devenir le prochain vrai Père Noël : il dort costumé et son appartement regorge de décors de Noël. Il espionne les enfants du quartier pour voir s'ils sont « bons » ou « mauvais » et tient des registres détaillés de leur comportement.
Le collègue de Harry, Frank, demande à Harry de couvrir son quart de travail sur la chaîne de montage afin d'être avec sa famille. Cependant, en rentrant du travail, Harry voit Frank boire avec des amis dans un bar local. Affligé par la duplicité de l'homme, Harry casse l'une de ses figurines de maison de poupée en fredonnant des airs de Noël. Le lendemain, il annule le dîner de Thanksgiving avec son jeune frère Phil et sa famille. Phil a été constamment irrité par le comportement étrange de son frère, tandis que la femme de Phil, Jackie, est plus sympathique.
Lors de la fête de Noël de l'entreprise, le propriétaire de Jolly Dreams, M. Wiseman, annonce que l'entreprise fera don de jouets aux enfants de l'hôpital local, à condition que la production augmente suffisamment et que les employés contribuent avec leur propre argent. M. Fletcher, l'un des cadres supérieurs de l'entreprise, présente Harry au nouveau responsable de la formation, George Grosch, qui a conçu le programme de dons. Harry est en colère contre les deux parce qu'ils ne se soucient pas vraiment des enfants. Cette nuit-là, il remplit des sacs de jouets qu'il a volés à l'usine et d'autres sacs de terre.
La veille de Noël, tout en collant une barbe de Père Noël sur son visage, il entre dans un état de fugue qui l'a convaincu qu'il est vraiment le Père Noël. Vêtu de son costume de Père Noël, Harry commence à faire sa ronde sur le van qu'il a décoré d'une photo de traîneau, et qu'il croit avoir été dressé par les rennes du Père Noël. Il se faufile d'abord dans la maison de son frère et livre des jouets à ses neveux ; puis laisse un sac plein de terre sur le pas de la porte du "mauvais garçon" Moss Garcia. Plus tard, Harry dépose des jouets à l'hôpital, où il est accueilli joyeusement par le personnel.
Dans la rue, Harry est raillé par Charles, Peter et Binky quittant la messe de minuit, et il les assassine brutalement dans un accès de rage avec un soldat de plomb et une hache. Plus tard, Harry est accueilli à une fête de Noël de quartier, où les gens pensent qu'il n'est qu'un imitateur inoffensif du Père Noël ; il danse et encourage tout le monde et s'assure que les enfants présents savent qu'ils devront être de bons garçons et filles pour recevoir leurs cadeaux. Il fait ensuite irruption dans la maison de Frank, le tue avec son sac de cadeaux et une étoile de sapin de Noël, et laisse des jouets pour les enfants. Il s'enfuit vers sa camionnette au moment où la femme de Frank retrouve son mari mort.
Le matin de Noël, son costume de Père Noël échevelé et sale, Harry retourne à Jolly Dreams et active les chaînes de montage, brisant tous les jouets, qu'il considère inférieurs. Plus tard, sa camionnette s'enlise dans la neige dans une rue joliment décorée avec beaucoup de lumières, l'envoyant encore plus dans un état délirant. Les habitants le reconnaissent rapidement comme le meurtrier et forment une foule de flambeaux pour le poursuivre.
Harry parvient à libérer sa camionnette de la neige et se rend chez son frère, où Phil a déjà commencé à soupçonner que quelque chose ne va vraiment pas avec son frère. Harry confronte Phil, l'accusant d'avoir été à l'origine de son traumatisme d'enfance, car Phil est celui qui a révélé à Harry que le Père Noël qu'ils ont vu était en fait leur père. Phil se rend vite compte que Harry est le père Noël meurtrier des nouvelles et l'étouffe inconscient. Il le charge sur le siège avant de la camionnette ; Harry reprend bientôt conscience, frappe Phil et repart. La foule en colère le force lui et sa camionnette à descendre d'un pont ; la camionnette s'envole vers la Lune alors qu'une voix off lit la fin de "La nuit avant Noël".

## Fiche technique
- Titre : Christmas Evil
- Autre titre : You Better Watch Out
- Réalisation : Lewis Jackson
- Scénario : Lewis Jackson
- Photographie : Ricardo Aronovitch
- Pays d'origine : États-Unis
- Genre : horreur
- Date de sortie : 1980
- Interdit aux moins de 12 ans

## Distribution
- Brandon Maggart : Harry Stadling
- Jeffrey DeMunn : Philip Stadling
- Dianne Hull : Jackie Stadling
- Andy Fenwick : Dennis Stadling
- Patricia Richardson : la mère de Moss
- Peter Friedman : Mr. Grosch
- Philip Casnoff : Ricardo Bauma
- Mark Margolis : un homme
- Danny Federici : Joueur d'accordéon
- Raymond J. Barry : Détective Gleason
- Robert Lesser : Détective Gottleib
- Bill Raymond : Prêtre
- Rutanya Alda : Theresa